# Sedum australe
Sedum australe är en fetbladsväxtart som beskrevs av Joseph Nelson Rose. Sedum australe ingår i Fetknoppssläktet som ingår i familjen fetbladsväxter. Inga underarter finns listade i Catalogue of Life.